# Feliks Chudzyński
Feliks Maria Chudzyński (ur. 27 kwietnia 1942, zm. 6 grudnia 2008) – polski malarz, grafik, ilustrator i literat.

## Życiorys
Absolwent Państwowej Wyższej Szkoły Sztuk Plastycznych w Gdańsku i Akademii Sztuk Pięknych w Warszawie. Dyplom w 1970 roku na Wydziale Malarstwa. Członek International Graphic Arts Fundation w Nowym Jorku i Europa Gruppe 80. Prace w zbiorach na Świecie: Muzeum Sztuki Współczesnej Nowy Jork, w Muzeum Państwowym w Amstredamie, w Muzeum Narodowym w Finlandii, w zbiorach Senatu miasta Bremy, w zbiorach Centre Georges Pompidou, w zbiorach Watykanu, w Muzeum Ermitaż i w wielu innych.

## Wystawy indywidualne (lista niepełna)
- 1970: Wystawa Malarstwa KSW-ŻAK, Gdańsk.
- 1970: Wystawa Malarstwa w Klubie Dziennikarza, Warszawa.
- 1971: Wystawa Malarstwa – Salon Młodych, Gdynia.
- 1971: Wystawa „Klub Dziennikarzy”, Gdańsk.
- 1974: Wystawa Grafiki – Sassari, Włochy.
- 1975: Wystawa Grafiki – Sztokholm, Szwecja.
- 1975: Wystawa Grafiki – Ozieri, Włochy.
- 1976: Wystawa Grafiki KMPiK Sopot.
- 1981: Wystawa Grafiki KMPiK, Gdańsk.
- 1982: Wystawa Grafiki Gdańskiej Oficyny – BWA Sopot.
- 1984: Wystawa grafiki Paryż – Teatr Rond-Point Maison Internationale du Theatr – Renault-Barrnut, Francja.
- 1985: Wystawa Grafiki i Rysunku, Berlin.
- 1987: Wystawa Rysunku – Galeria BWA Grafiki i Rysunku, Gdynia.
- 1987: Wystawa Grafiki.- Galeria Sobutko, Gdynia.
- 1992: Wystawa Grafiki, Gdańsk.
- 2006: Wystawa Grafiki, Sopot[2]

## Nagrody
- 1971: Wyróżnienie – Wystawa zbiorowa „Przeciw wojnie”, Lublin.
- 1971: Wyróżnienie – Ogólnopolski Konkurs na Obraz Sztalugowy, Łódź
- 1972: Nagroda – Ogólnopolska Wystawa Zbiorowa Rysunku Satyrycznego, Białowieża
- 1973: II Nagroda – Konkurs na grafikę roku.
- 1976: Medal na II Biennale Sztuki Gdańskiej BWA Sopot.
- 1976: III Nagroda – Konkurs na grafikę roku, Gdańsk
- 1977: Wyróżnienie -Polsko-Fińska Wystawa Grafiki Marynistycznej – Gdańsk.
- 1978: II Nagroda – Międzynarodowa Wystawa Grafiki L’ESTAMPE AUJOUR’HUI ze zbiorów Biblioteki Narodowej Paryż.
- 1982: Wyróżnienie – Konkurs na grafikę roku, Toruń.
- 1983: Wyróżnienie – Konkurs na grafikę roku Gdańsk.
- 1983: Wyróżnienie – V Biennale Sztuki Gdańskiej.
- 1984: I Nagroda Konkurs na grafikę roku, Gdańsk.
- 1984: Wyróżnienie Poplenerowa wystawa, Turku – Finlandia.
- 1985: Wyróżnienie – polsko-fińskim konkursie marynistycznym z dziedziny grafiki, Gdańsk.
- 1985: I Nagroda – VI Biennale Sztuki Gdańskiej – BWA Sopot
- 1985: III Nagroda – Konkurs na grafikę roku GTPS – Gdańsk 1985
- 1987: II Nagroda – Konkurs na grafikę roku.
- 1987: Wyróżnienie – VII Biennale sztuki gdańskiej – BWA Sopot
- 1987: III Nagroda – X Ogólnopolski Konkurs na Grafikę – Łódź 1987
- 1988: I Nagroda – Wystawa na grafikę roku – GTPS Gdańsk.
- 1988: Medal – Międzynarodowa wystawa grafiki, Lublin – Muzeum na Majdanku 1988 pt. „Przeciw wojnie”.
- 1989: III Nagroda – Wystawa pokonkursowa na grafikę roku – GTPS Gdańsk.
- 1989: Nagroda – BWA Zamek książąt pomorskich Szczecin.
- 1990: III Nagroda Konkurs na grafikę roku – GTSP Gdańsk.

## Odznaczenia
- 2005: odznaczony Srebrnym Krzyżem Zasługi

## Prace w zbiorach
Prace Feliksa Chudzyńskiego znajdują się w zbiorach w Polsce i na świecie:
- Niemcy: Muzeum Miejskie w Siegen, Grafoteka miasta Brema, Grafoteka Berlin, Grafoteka Frankenthal (Pfalz), Muzeum Państwowe Berlin, Zbiory Senatu miasta Brema, Zbiory Uniwersytetu miasta Siegen.
- Francja: Biblioteka Narodowa Paryż, Teatr „MAISON INTERNATIONALE DU THEATRE RENEAUD – BARRAULT Paryż, Kolekcja Paula Proute Paryż, Muzeum Sztuki Współczesnej Centre Georges Pompidou Paryż.
- Rosja: Państwowe Muzeum Ermitaż Piotrogród, Zbiory „Narodnaj Kniga”.
- Holandia: Muzeum Państwowe Amsterdam.
- Finlandia: Muzeum Narodowe, Kolekcja miasta Turku.
- Austria: Kolekcja Grafiki Albertina Wiedeń
- Watykan: Kolekcja Watykanu.
- Korea: Zbiory Sztuki Europejskiej Seul.
- Stany Zjednoczone: Muzeum Sztuki Współczesnej Nowy Jork, INTERNATIONAL GRAPHIC ARTS FUNADATION Nowy Jork, Kolekcja Rodziny Kennedych.
- Warszawa: Biblioteka Narodowa w Warszawie, Muzeum Ruchu Robotniczego, Kolekcja Ministerstwo Obrony Narodowej, Ministerstwo Kultury i Dziedzictwa Narodowego
- Gdańsk: Muzeum Narodowe w Gdańsku, Kolekcja GTPS, Kolekcja Miejska, Kolekcja Urzędu Wojewódzkiego, Kolekcja gdańskiego Kantora Sztuki.
- Łódź: Ośrodek Propagandy Sztuki w Łodzi.
- Kraków: Kolekcja Miejska, Międzynarodowe Triennale Grafiki w Krakowie.
- Sopot: Zbiory BWA.
- Lublin: Muzeum Martyrologii na Majdanku -Obóz NKWD na Majdanku.
- Słupsk: Muzeum Narodowe.